# Шихтарі
Шихтарі́ —  село в Україні, в Шептицькому районі Львівської області. Населення становить 25 осіб. Орган місцевого самоврядування - Тудорковичівська сільська рада.

## Населення

### Мова
Розподіл населення за рідною мовою за даними перепису 2001 року:
| Мова       | Кількість | Відсоток |
| ---------- | --------- | -------- |
| українська | 25        | 100%     |